# Lounasda
Lounasda  (in arabo لوناسدة‎?) è un centro abitato e comune rurale del Marocco situato nella provincia di El Kelâat Es-Sraghna, regione di Marrakech-Safi. Conta una popolazione di 10 639 abitanti (censimento 2014).